# UA Maracaibo
Unión Atlético Maracaibo war ein Fußballverein aus Maracaibo im Staat Zulia in Venezuela. 

## Geschichte
UA Maracaibo wurde 2001 gegründet. Trotz seiner nur kurzen Zeit war der Verein durchaus erfolgreich und gewann 2004/05 die venezolanische Meisterschaft. Er nahm insgesamt 4-mal an der Copa Libertadores und einmal an der Copa Sudamericana teil. 2008 schaffte es das Team bis ins Finale der Copa Venezuela.
2008 verlor der Bürgermeister und Unterstützer des Vereins Giancarlo Di Martino die Regionalwahl. Der Klub stieg im Folgejahr in die Segunda División Venezuelas ab und durch die ökonomischen Probleme, die der Verein seit 2008 bekam, wurde er 2011 letztlich aufgelöst.

## Erfolge
- Venezolanischer Meister: 2004/05